# الكتير مساعد
الكتير مساعد، قرية سودانية تتبع لمحلية الحصاحيصا (مدينة) في ولاية الجزيرة في السودان. 

## الموقع
تتسم القرية بطابع ريفي وتنقسم إلى حلتين قديمة وجديدة وتقع في الناحية الغربية لقرية الولي وتبعد مسافة 4 كم من مدينة طابت الشيخ عبد المحمود(الحصاحيصا

## المرافق
بها عدد من المدارس الأساسية ومدرسة ثانوية تسمي الكتير المشتركة تقع جَنُوب القرية، فيها مضختان للمياه العذبة (بيارة) وثلاثة مساجد يقع أكبرها في الجزء الشرقي.

## النشاطات
فيها نادٍ اجتماعي ثقافي رياضي ويلعب فريقها في الدرجة الأولي في الدوري المحلي.